# خندرق
خَنْدَرَق أو عنبكوته ذئبية (الاسم العلمي Lycosa)، جنس عناكب قانصة مفترسة من فصيلة الخندرقيات. أنواعه نحو 400 اعطانها جميع البلاد المعتدلة الحرارة. تتميز باجسامها الربعة المتوسطة القد وبجرامزها النشطية الرباعية الأزواج.